# Atherigona testaceae
Atherigona testaceae är en tvåvingeart som beskrevs av Preeti Srivastava 1985. Atherigona testaceae ingår i släktet Atherigona och familjen husflugor. Inga underarter finns listade i Catalogue of Life.